# Момчиловића Коса
Момчиловића Коса је насељено мјесто на подручју града Глине, Банија, Република Хрватска.

## Историја
Момчиловића Коса се од распада Југославије до августа 1995. године налазила у Републици Српској Крајини.

## Становништво
| Националност       | 1991. | 1981. | 1971. | 1961. |
| Срби               | 73    | 153   | 140   | 162   |
| Југословени        | 2     | 3     |       |       |
| остали и непознато | 1     |       |       |       |
| Укупно             | 76    | 156   | 140   | 162   |

| Демографија | Демографија | Демографија |
| Година      | Становника  | Становника  |
| ----------- | ----------- | ----------- |
| 1961.       | 162         |             |
| 1971.       | 140         |             |
| 1981.       | 156         |             |
| 1991.       | 76          |             |
| 2001.       | 43          |             |
| 2011.       |             | 36          |